# Kervin Ghislain
Kervin Herbert Ghislain (* 20. März 1992 in Victoria) ist ein Badmintonspieler von den Seychellen. 

## Karriere
Kervin Ghislain startete 2010 bei den Olympischen Jugend-Sommerspielen. Im gleichen Jahr war er auch bei den Commonwealth Games am Start, wo er in der zweiten Runde des Herreneinzels ausschied und somit 17. in der Endabrechnung wurde. 2012 belegte er Rang drei im Doppel und im Einzel bei den Mauritius International.